# رقية حسن
رقية حسن (1931 - 14 يونيو/حزيران 2015) كانت أستاذة لغويات، عملت بتدريس اللغويات وشغلت مناصب أستاذ زائر في جامعات عدة في إنجلترا. كان آخر منصب شغلته في جامعة ماكواري في سيدني بأستراليا، وبعد ذلك تقاعدت وبذلك أصبحت أستاذًا متمرسًا منذ عام 1994. قامت رقية حسن بالكثير من الأبحاث في مسيرتها المهنية في مجالات الفن الملفوظ، والثقافة، وعلاقة النص والسياق، وعلاقة النص والنسيج النصي، والنحو اللفظي، والاختلاف الدلالي كما نشرت دراسات في هذه المجالات. ومما أنجزته في مجال الاختلاف الدلالي هو ابتكار شبكات نظام دلالي موسّعة لتحليل المعنى في المحادثات الطبيعية بين الناس.

## المساهمات في علم اللغويات
عملت حسن في اللغويات لمدة تزيد عن 50 عامًا، وتركز عملها حول عدد من القضايا، ولكن كان أساس كل هذا العمل قناعتها بأن «العيش في الحياة متصل بالمرفيم».
سلطت باكورة أبحاثها الخاصة بدرجة الدكتوراة الضوء على دراسة علاقة اللغة بالفن اللفظي. عملت حسن في ستينيات القرن الماضي في مركز أبحاث اللغويات الاجتماعية مع الباحث بازل برينستين على قضايا تتعلق باللغة وتوزيع أشكال الإدراك. أدى هذا التعاون إلى عمل حسن على الاختلاف الدلالي، كما وفر لها الدافع والبيانات التي استخدمتها في أوائل دراساتها عن العناصر التي تعطي للنص وحدته، أو ما اسمته علاقة النص ونسيج النص. وفي عام 1976، نشرت بالاشتراك مع مايكل هاليداي تحليلًا للتماسك النصي في اللغة الإنجليزية. يظل هذا التحليل من أكثرالتحليلات شمولية في اللغة الإنجليزية. وفيما بعد، اشترك الباحثان في تأليف كتاب "سياق اللغة والنص: عناصر اللغة من منظور اجتماعي سيميائي. وفي هذا الكتاب وضحّت رقية حسن العلاقات المتبادلة بين نسيج النص وبنية النص (أي ما أسمته "الإمكانية البنيوية العامة").
كان يُنظر للغة في كل هذه المساعي على أنها سميوطيقا اجتماعية (بناءً على ما وضعه مايكل هاليداي عن اللغة على مر العديد من السنين)، وكانت كل الأفكار تُبنى على هذه الفكرة.

## وصلات خارجية
- Collected Works of Ruqaiya Hasan
- Ruqaiya Hasan on Vimeo SFL Linguists group